# Libben
Der Libben ist eine 20 km² große Bucht zwischen den Inseln Hiddensee und Rügen vor der Küste Mecklenburg-Vorpommerns.
Ihre Einfahrt liegt zwischen dem Dornbusch von Hiddensee (zwischen Toter Kerl und Enddorn) und der Halbinsel Wittow von Rügen auf Höhe der Ortschaft Dranske. Sie wird nach Westen durch die Halbinsel Bessin und nach Osten sowie Südosten durch die Halbinsel Bug begrenzt. Nach Süden besteht über den Meeresteil Plathe eine Verbindung zum Vitter Bodden. Hierdurch hatte die Bucht eine Bedeutung als Einfallstor für die Fahrt auch größerer Schiffe von der offenen Ostsee nach Stralsund. Durch zunehmende Versandung der Fahrrinne (auch als Libbenrinne bekannt) ging diese Bedeutung zu Beginn der 1920er Jahre verloren, die Lotsenstation Wittower Posthaus auf dem Bug schloss am 1. April 1921.
Die Bucht ist heute ein Fischschonbezirk, in dem ein ganzjähriges Fischereiverbot gilt. Das Befahren der Bucht ist durch Rechtsnormen eingeschränkt.